# Associação de Cultura e Recreio União Trabalhadora Zambujalense
A Associação de Cultura e Recreio União Trabalhadora Zambujalense (ACRUTZ) é um clube polidesportivo português, localizado no Zambujal, Sesimbra, distrito de Setúbal. O clube foi fundado em 1974. O seu atual presidente é Humberto Leandro.
A equipa de futebol sénior participa, na época de 2024/25, na 2ª Divisão da Associação de Futebol de Setúbal.